# Automolis lutea
Automolis lutea là một loài bướm đêm thuộc phân họ Arctiinae, họ Erebidae.